# Peramelidae
Peramelidae é uma família de marsupiais da ordem Peramelemorphia encontrados na Austrália, Tasmânia, Nova Guiné e diversas ilhas adjacentes.

## Classificação
- Família Peramelidae Gray, 1825
  - Subfamília Peramelinae Gray, 1825
    - Gênero Isoodon Desmarest, 1817
    - Gênero Perameles É. Geoffroy, 1803

  - Subfamília Peroryctinae Groves e Flannery, 1990
    - Gênero Peroryctes Thomas, 1906

  - Subfamília Echymiperinae McKenna e Bell, 1997
    - Gênero Echymipera Lesson, 1842
    - Gênero Microperoryctes Stein, 1932
    - Gênero Rhynchomeles Thomas, 1920